# Dalwallinu Shire
Dalwallinu Shire är en kommun i Australien. Den ligger i delstaten Western Australia, omkring 230 kilometer nordost om delstatshuvudstaden Perth. Antalet invånare var 1 429 vid folkräkningen 2016.
Följande samhällen finns i Dalwallinu:
- Dalwallinu
- Pithara
- Kalannie
- Wubin